# Happy Endings (serie televisiva)
Happy Endings è una serie televisiva statunitense prodotta dal 2011 al 2013.
Creata da David Caspe, lo show vede al centro le vicende di Dave e Alex, due ex fidanzati che cercano di rimanere amici dopo la fine della loro storia, e dei loro amici comuni Jane, Max, Brad e Penny, che li aiutano loro malgrado a superare questo momento.
La serie è trasmessa in prima visione assoluta da ABC dal 13 aprile 2011, mentre in Italia è trasmessa dal 26 gennaio 2012, in prima visione satellitare da Fox e in chiaro da Canale 5.

## Trama
Chicago. Dopo dieci anni di fidanzamento, Dave viene lasciato all'altare dalla storica fidanzata Alex. Nonostante decidano di rimanere amici e continuare a frequentarsi, i ripetuti screzi, gelosie e ripicche tra i due rischiano di minare definitivamente la serenità della loro cerchia di amici: Jane, sorella maggiore di Alex, è sposata da diversi anni con Brad, con cui condivide il timore che la loro relazione possa arrivare a un punto morto; il coinquilino di Dave, Max, è un giovane gay decisamente fuori dagli stereotipi del genere, che vive con sentimenti contrastanti la sua condizione sessuale; chiude il gruppo l'eccentrica Penny, miglior amica di Alex, alla costante ricerca dell'uomo giusto. Tutti insieme, gli amici della ormai ex coppia cercano di aiutarli a voltare pagina per ricominciare una nuova vita.

## Episodi
Il 13 maggio 2011 lo show è stato rinnovato per una seconda stagione. L'11 maggio 2012 ha ottenuto un ulteriore rinnovo per una terza stagione da 23 episodi. Il 10 maggio 2013 ABC ha ufficialmente cancellato la serie.
| Stagione         | Episodi | Prima TV USA | Prima TV Italia |
| ---------------- | ------- | ------------ | --------------- |
| Prima stagione   | 13      | 2011         | 2012            |
| Seconda stagione | 21      | 2011-2012    | 2012            |
| Terza stagione   | 23      | 2012-2013    | 2013            |

## Personaggi e interpreti

### Personaggi principali
- Jane Kerkovich-Williams (stagioni 1-3), interpretata da Eliza Coupe, doppiata da Sabrina Duranti.
È la sorella maggiore di Alex, maniaca del controllo. È sposata con Brad e voleva mettere su famiglia per vivere una "perfetta vita di periferia", prima della rottura tra Alex e Dave. È molto competitiva e le piace sempre essere a capo di tutto. Ha la tendenza a darsi all'alcol quando è stressata.
- Aleksandra "Alex" Kerkovich (stagioni 1-3), interpretata da Elisha Cuthbert, doppiata da Ilaria Latini.
È l'ex fidanzata di Dave, da lei lasciato sull'altare il giorno del loro matrimonio; ha ancora qualche rimpianto per la cosa, e si sente in colpa per questo. Le piace organizzare uscite a quattro e "serate per sole ragazze" con Penny, la sua migliore amica. Ha una sua boutique di abbigliamento femminile chiamata Xela ("Alex" al contrario) nel centro di Chicago.
- David "Dave" Rose (stagioni 1-3), interpretato da Zachary Knighton, doppiato da Alessandro Quarta.
È l'ex fidanzato di Alex, nuovamente single dopo essere stato lasciato all'altare dalla sua storica fidanzata. Dopo essersi ripreso dalla cosa, cerca di andare avanti nella sua vita sino ad allora ben pianificata, e decide di seguire il suo sogno, abbandonando il lavoro per cercare di diventare proprietario di un ristorante, partendo, però, da un camioncino di sandwich. Dopo la rottura con Alex, vive sul divano di Max.
- Max Blum (stagioni 1-3), interpretato da Adam Pally, doppiato da Giorgio Borghetti.
È il migliore amico di Dave e Brad sin dai tempi del college. Molto sarcastico, passa buona parte del suo tempo in casa giocando ai videogiochi. È apertamente gay, ma solo recentemente ha fatto coming out con i suoi genitori, dopo anni in cui aveva finto di essere fidanzato con Penny. Max è single e disoccupato, sicché condivide appartamento e spese con il nuovo scapolo del gruppo, Dave.
- Brad Williams (stagioni 1-3), interpretato da Damon Wayans Jr., doppiato da Riccardo Scarafoni.
È il marito di Jane. Fa tutto quello che lei dice, pur non essendo d'accordo con le sue idee. Lavora per una grande impresa di investimento di Chicago ed è il miglior amico di Dave e Max. Brad e Jane sono stati presentati da Dave quando erano al college.
- Penelope "Penny" Hartz (stagioni 1-3), interpretata da Casey Wilson, doppiata da Stella Musy.
È la disperata del gruppo, l'amica single che si preoccupa costantemente per il fatto di non aver ancora trovato la persona giusta. Ha conosciuto Dave, Alex e Jane ai tempi del liceo. Max è il suo "migliore amico gay" dal college, anche se per un breve periodo di tempo non si era resa conto che fosse omosessuale. Lavora in un'azienda di pubbliche relazioni e si vanta di essere la persona più alla moda del suo ufficio.

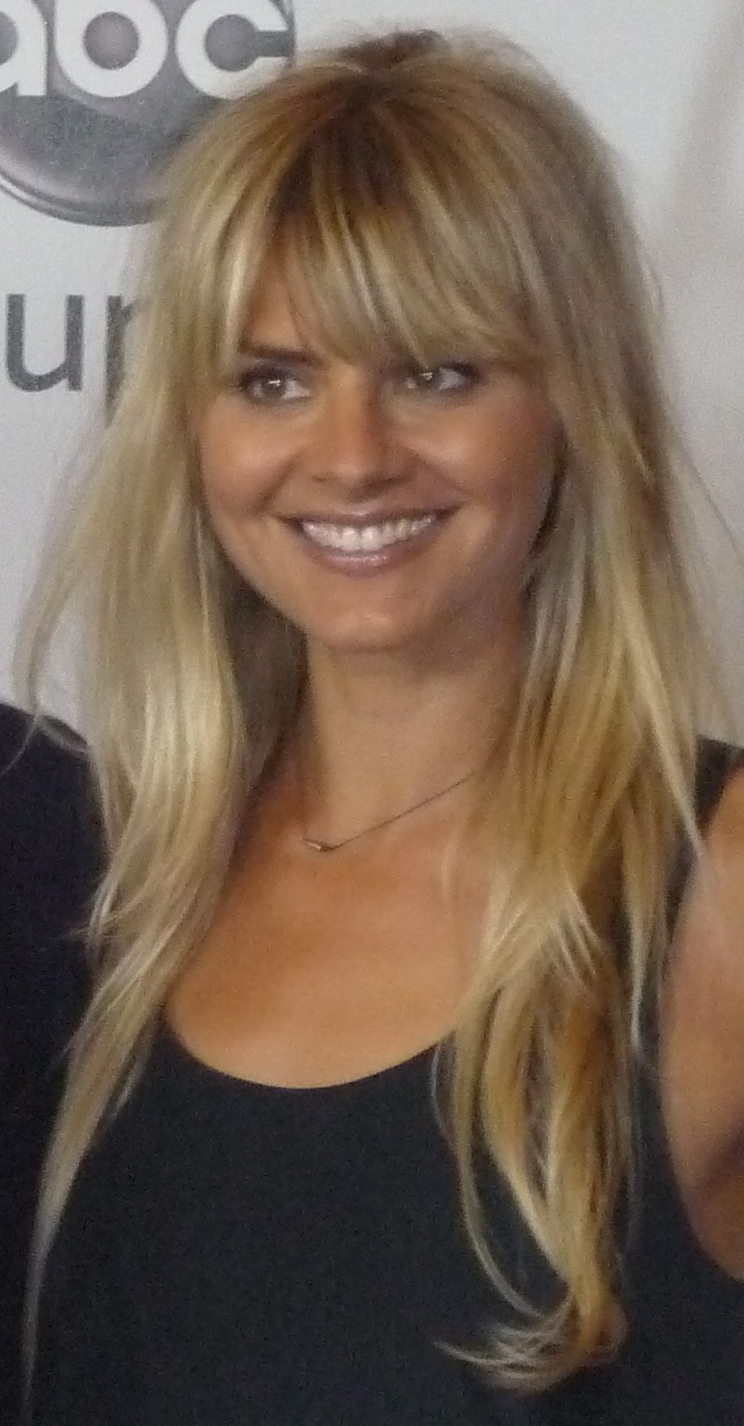
Eliza Coupe interpreta Jane Kerkovich-Williams
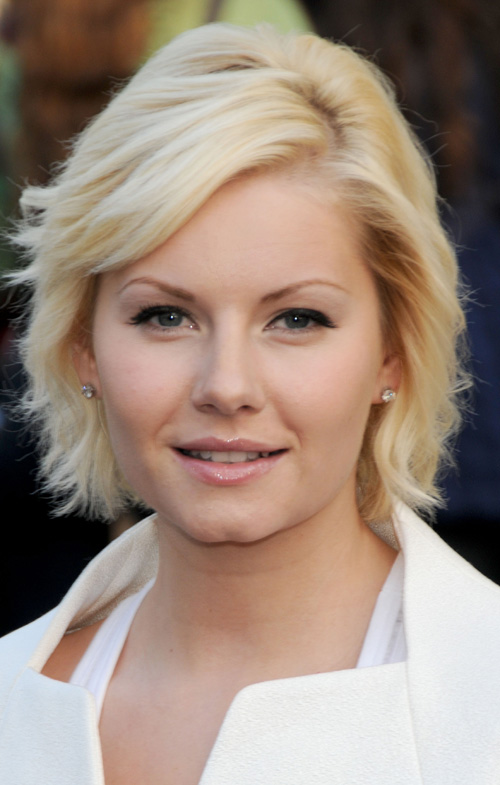
Elisha Cuthbert interpreta Alex Kerkovich
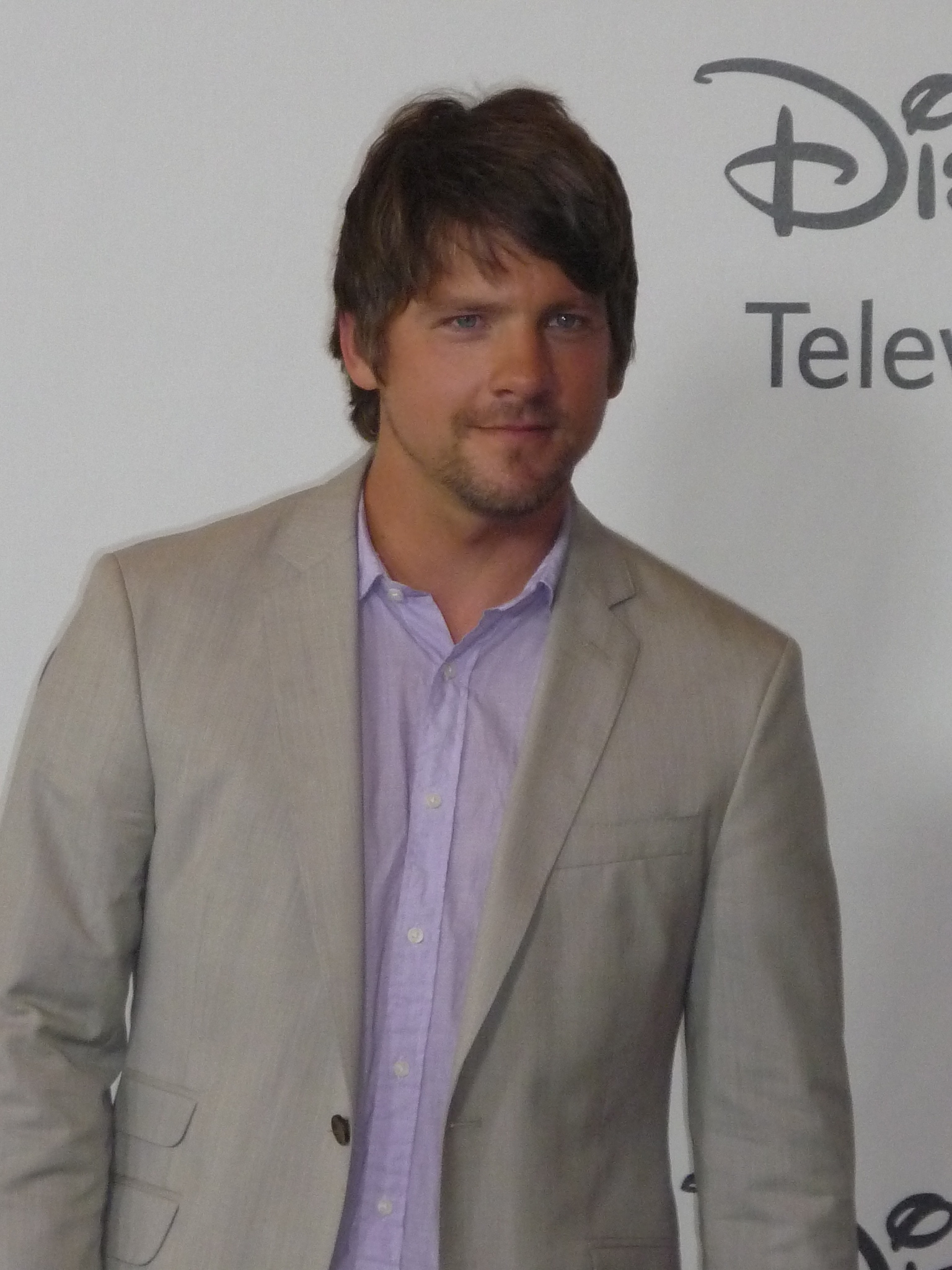
Zachary Knighton interpreta Dave Rose
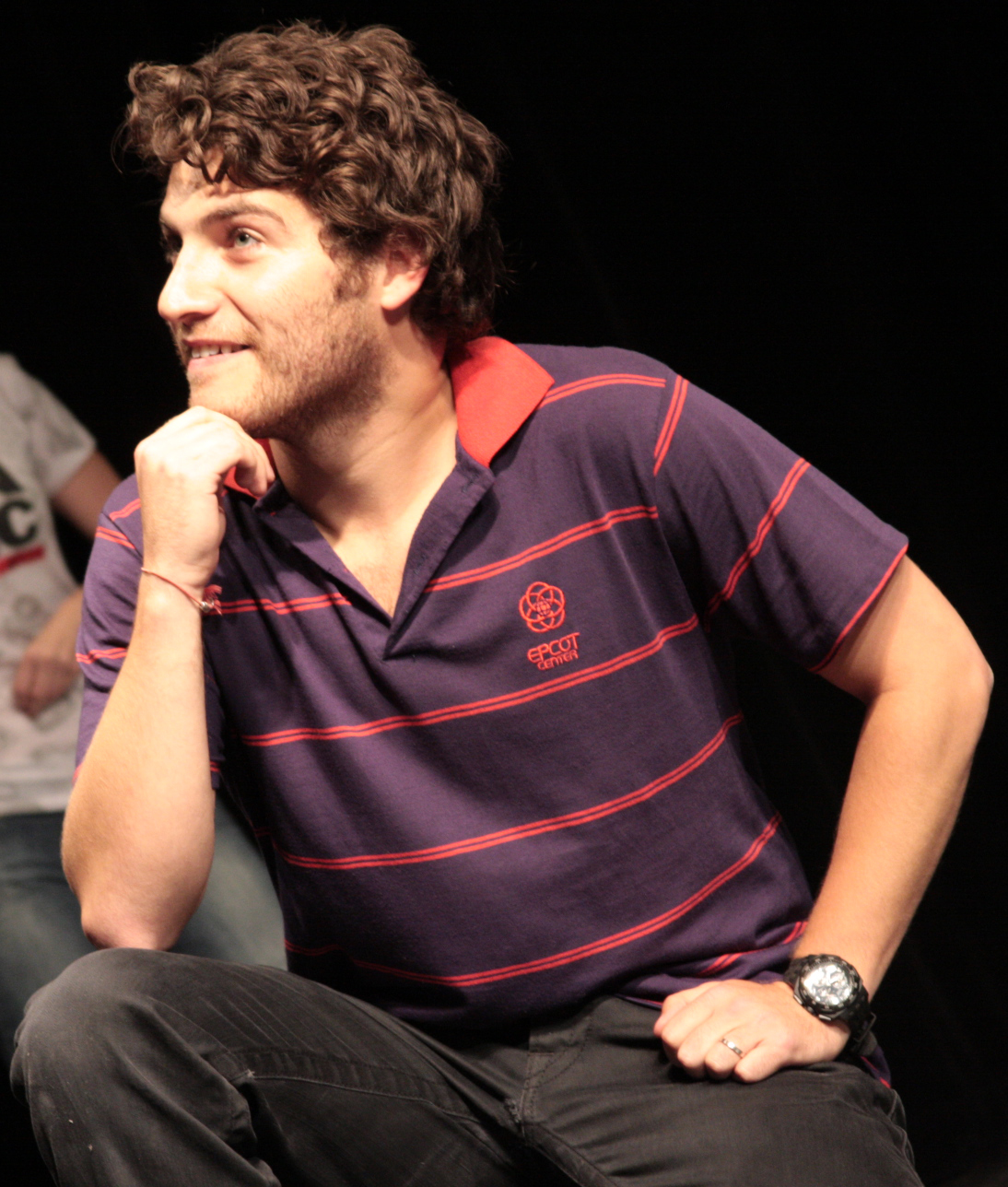
Adam Pally interpreta Max Blum
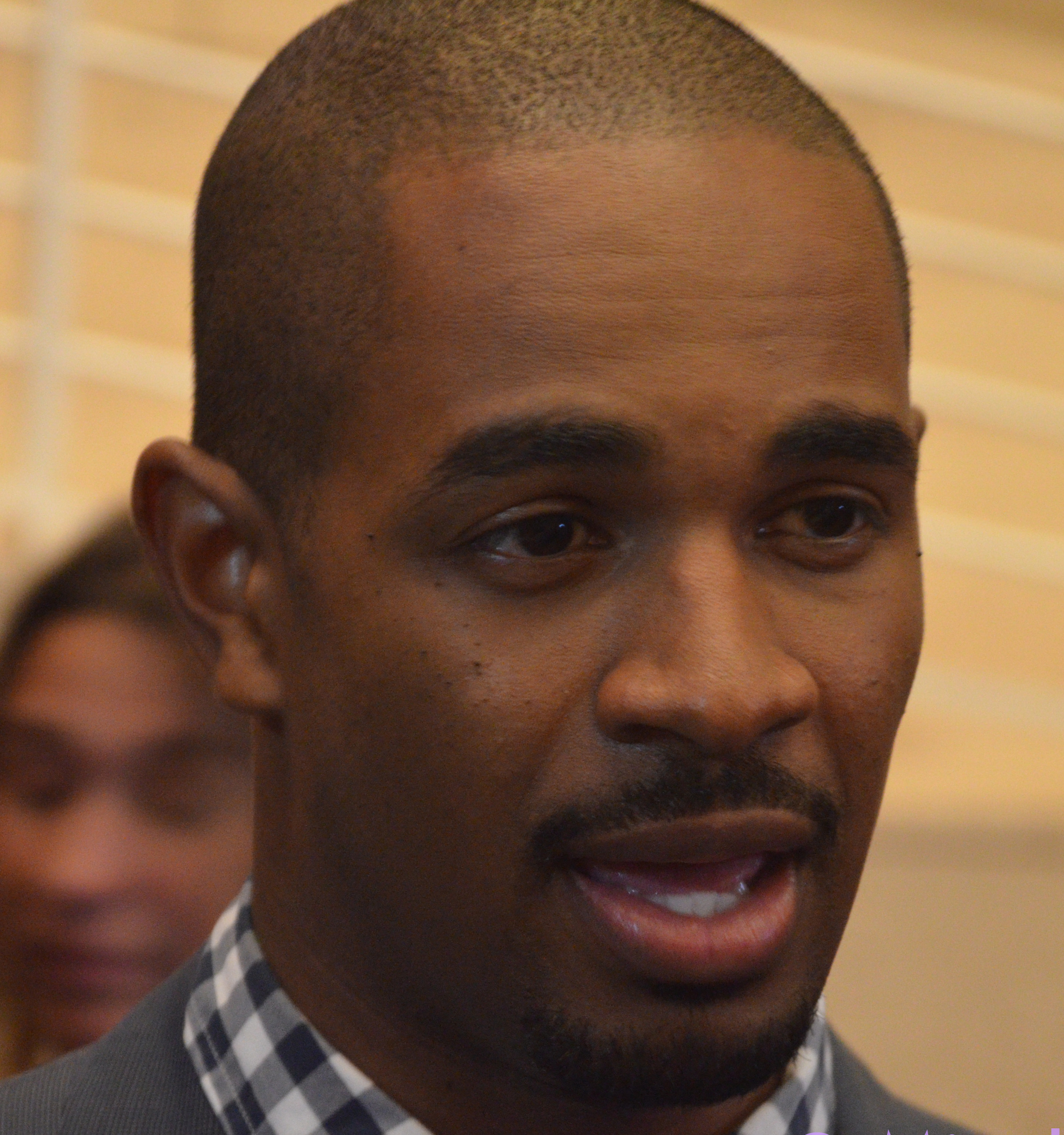
Damon Wayans Jr. interpreta Brad Williams
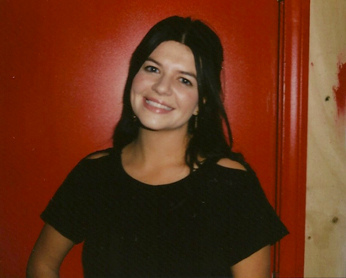
Casey Wilson interpreta Penny Hartz

### Personaggi secondari
- Derrick (stagioni 1-3), interpretato da Stephen Guarino, doppiato da Oreste Baldini.
È un amico di Max, anche lui omosessuale. Folle e spumeggiante, rappresenta il classico stereotipo del ragazzo gay. È sposato col compagno Eric.
- Scotty (stagioni 1-3), interpretato da Seth Morris.
È un altro amico di Max, dal carattere cupo e strano, quasi inquietante. Il gruppo lo chiama soltanto quando qualcuno di loro gli deve chiedere dei favori.
- Dana Hartz (stagioni 2-3), interpretata da Megan Mullally, doppiata da Giò Giò Rapattoni.
È la madre di Penny, solare e positiva alla vita. Con tre divorzi alle spalle, è oggi una cantante di piano bar in costante viaggio lungo la nazione. Durante il matrimonio cancellato tra Dave e Alex, Dana ha conosciuto il padre di Dave, e hanno iniziato a frequentarsi.
- Big Dave (stagioni 2-3), interpretato da Michael McKean.
È il padre di Dave. Padre e figlio hanno caratteri simili, e sono molto legati. Dopo il divorzio dalla madre di Dave, ha iniziato una nuova relazione con Dana, la mamma di Penny.
- Grant (stagione 2), interpretato da James Wolk.
È un ex fidanzato di Max, che ritorna nella sua vita dopo un brutto giorno di San Valentino.
- Daphne Wilson (stagioni 2-3), interpretata da Mary Elizabeth Ellis.
È un'amica d'infanzia di Alex, Dave e Penny, da sempre mal sopportata dagli amici poiché incapace di non ficcare il naso nelle vite altrui.
- Pete (stagione 3), interpretato da Nick Zano, doppiato da Marco Vivio.
È un ragazzo che instaura una seria relazione con Penny, arrivando a un passo dalle nozze. Cerca, invano, d'integrarsi nel gruppo, ma non riesce a tollerare fino in fondo le manie di Penny e dei suoi amici.
- Lon "Carl Cauto" Sarofsky (stagione 3), interpretato da Rob Corddry.
È il nuovo capo di Jane, proprietario di un autosalone. È un uomo molto viscido, dal carattere estremamente irritante.
- Chase (stagione 3), interpretato da Mark-Paul Gosselaar.
È il nuovo coinquilino di Max, che sembra nascondere molti segreti; nel tentativo di svelarli, il ragazzo finirà per rovinargli la vita.
- Mr. Kerkovich (stagione 3), interpretato da Christopher McDonald.
È il padre di Jane e Alex, un immigrato serbo che negli anni ha messo in piedi una fiorente azienda di materassi. Ha un carattere molto duro e preciso, più similare a quello di Jane.
- Mrs. Kerkovich (stagione 3), interpretata da Julie Hagerty.
È la madre di Jane e Alex. La secondogenita Alex è la figlia che più ha preso da lei.

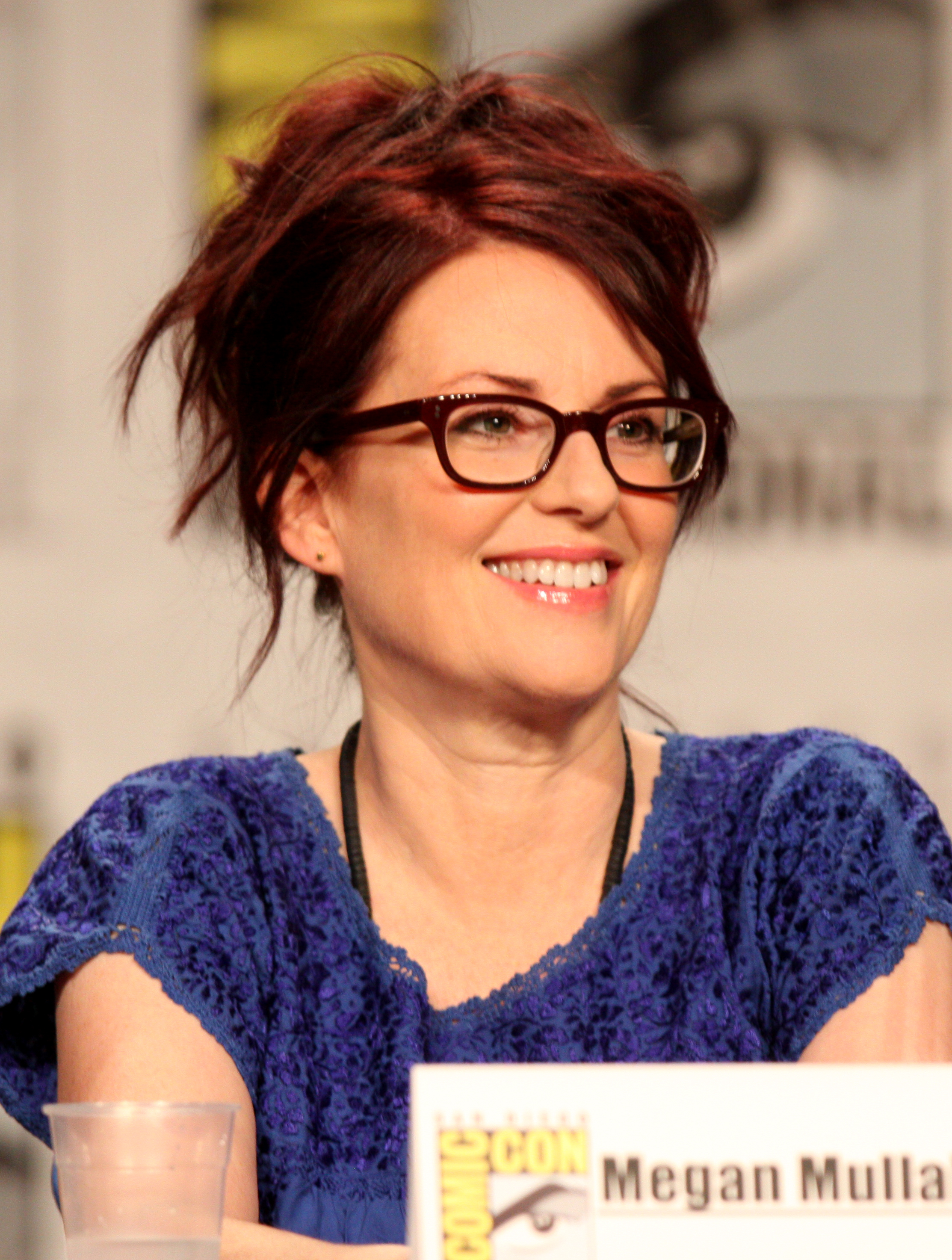
Megan Mullally interpreta Dana Hartz
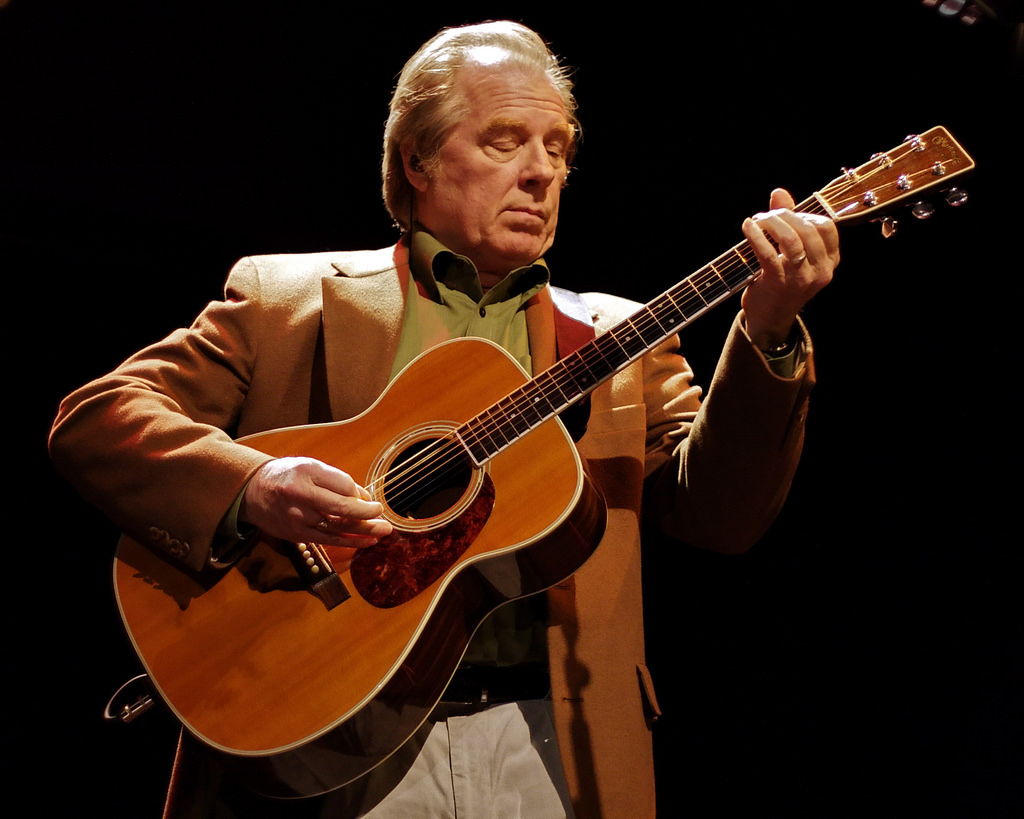
Michael McKean interpreta Big Dave
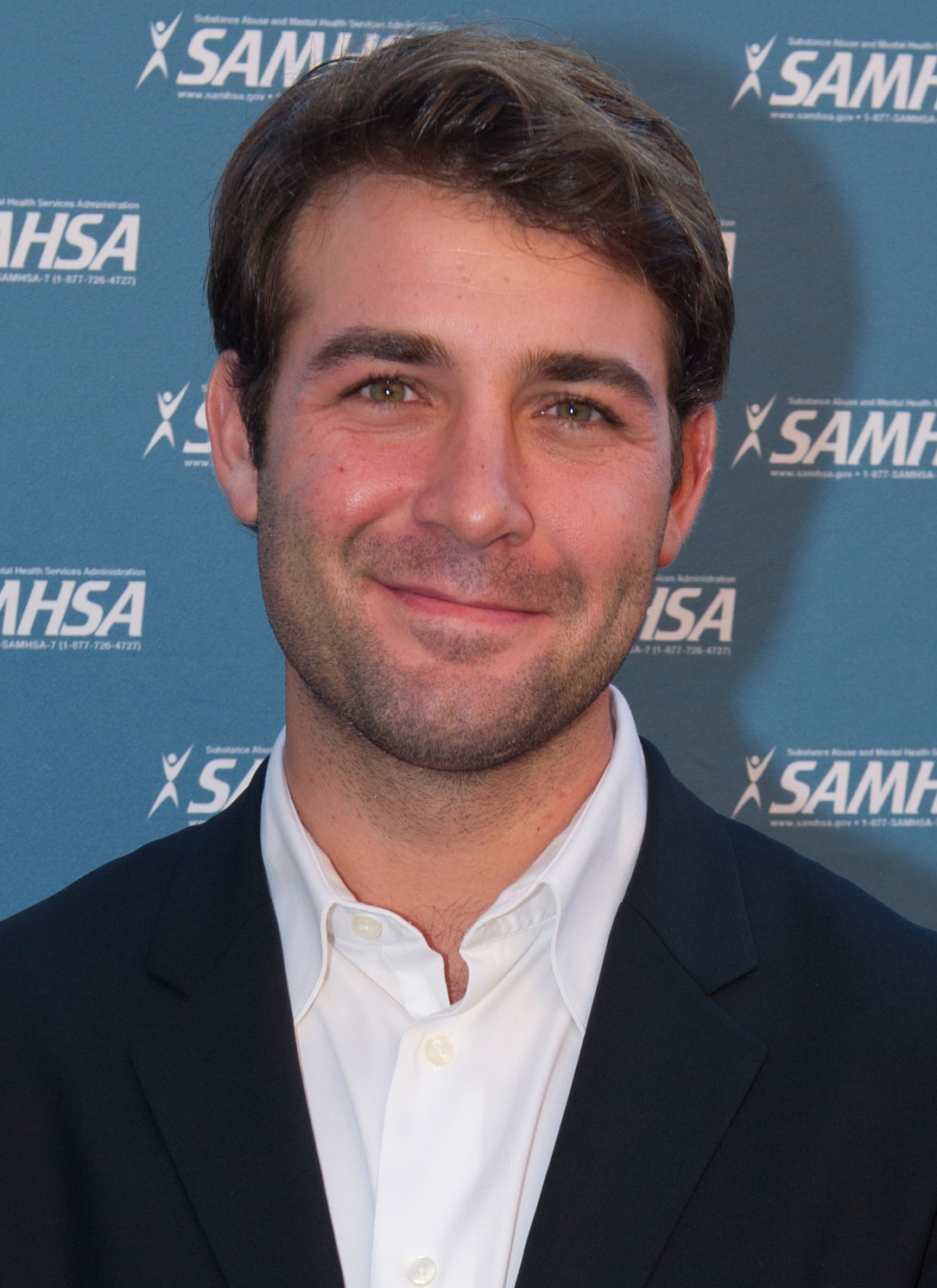
James Wolk interpreta Grant
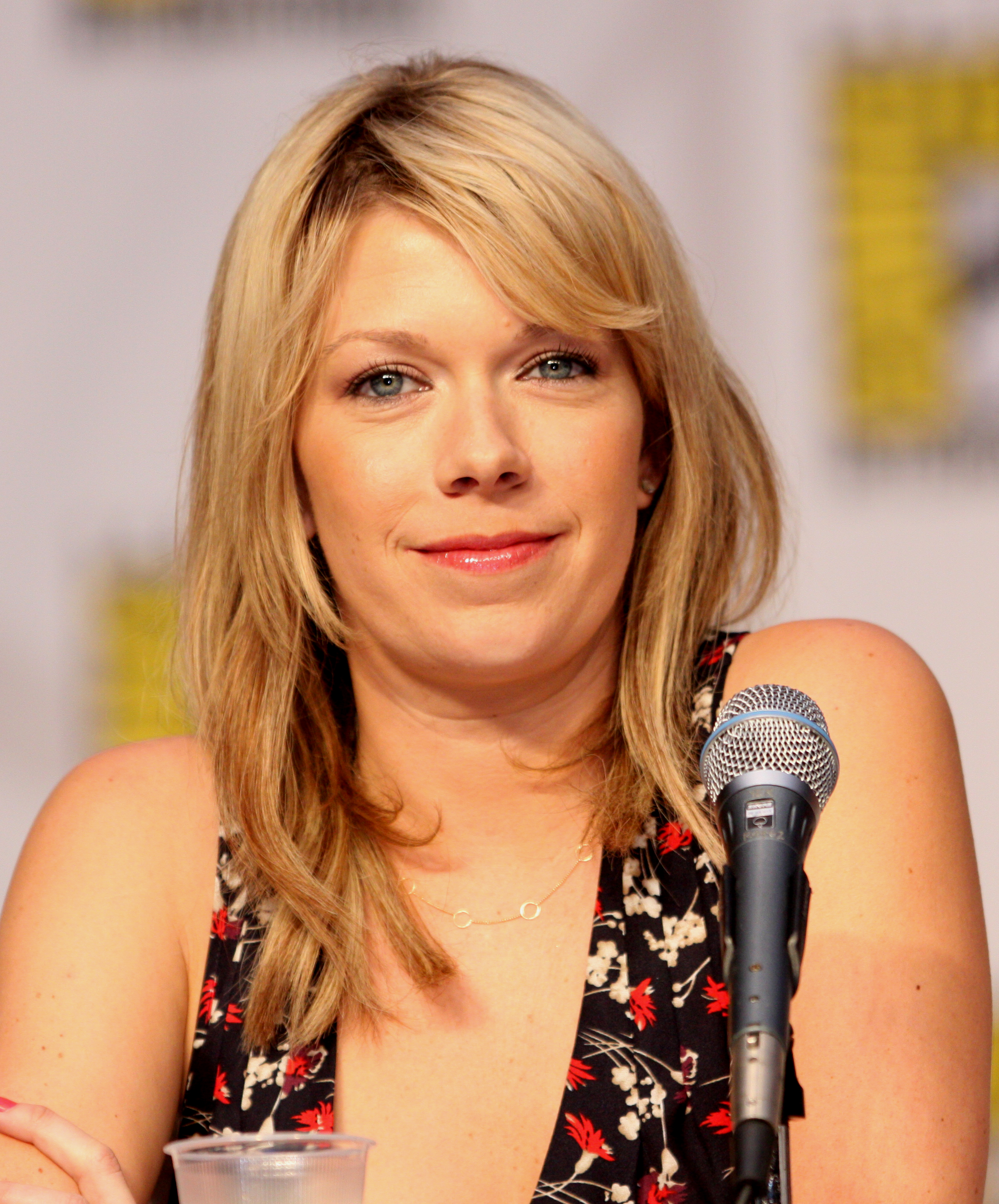
Mary Elizabeth Ellis interpreta Daphne Wilson
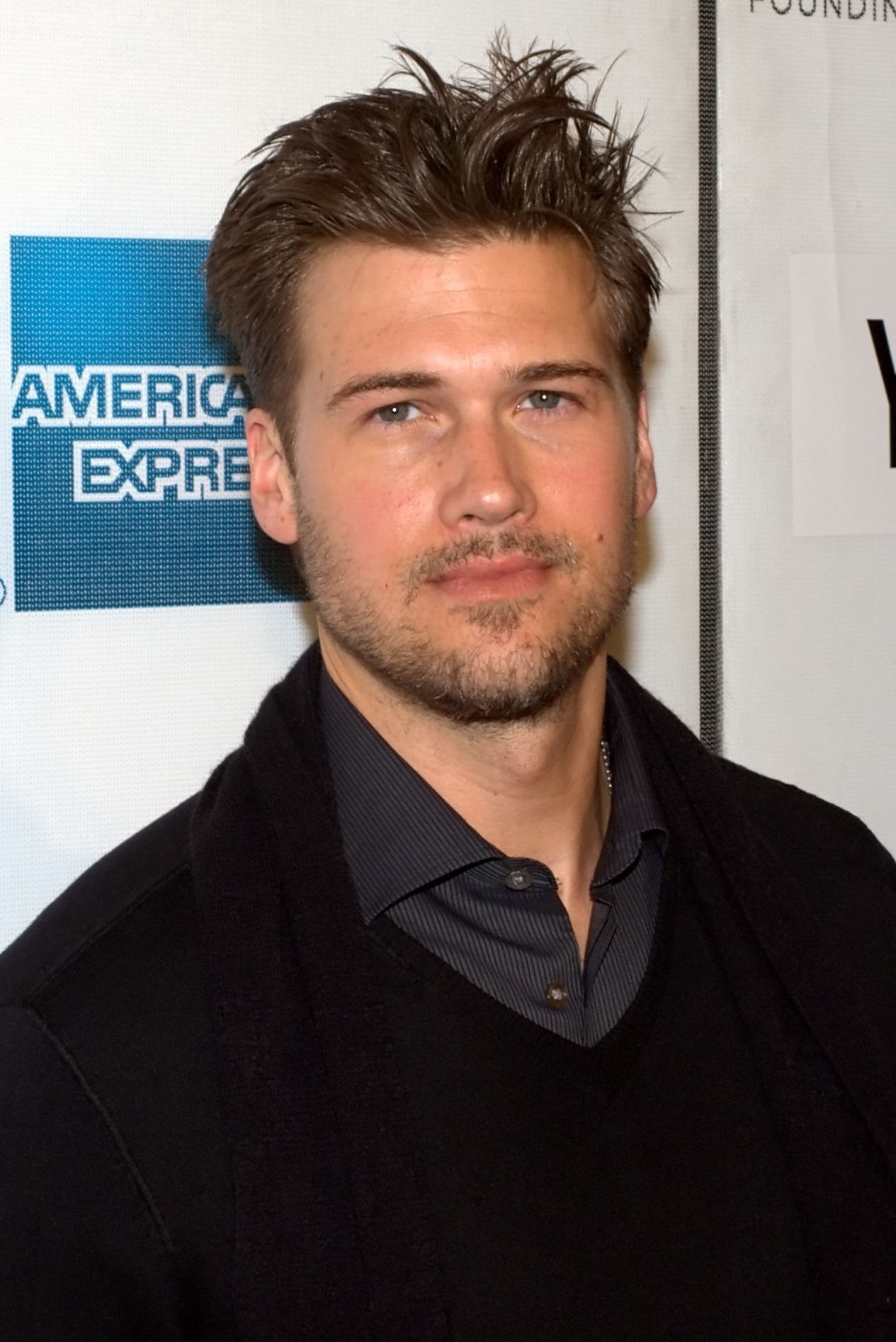
Nick Zano interpreta Pete
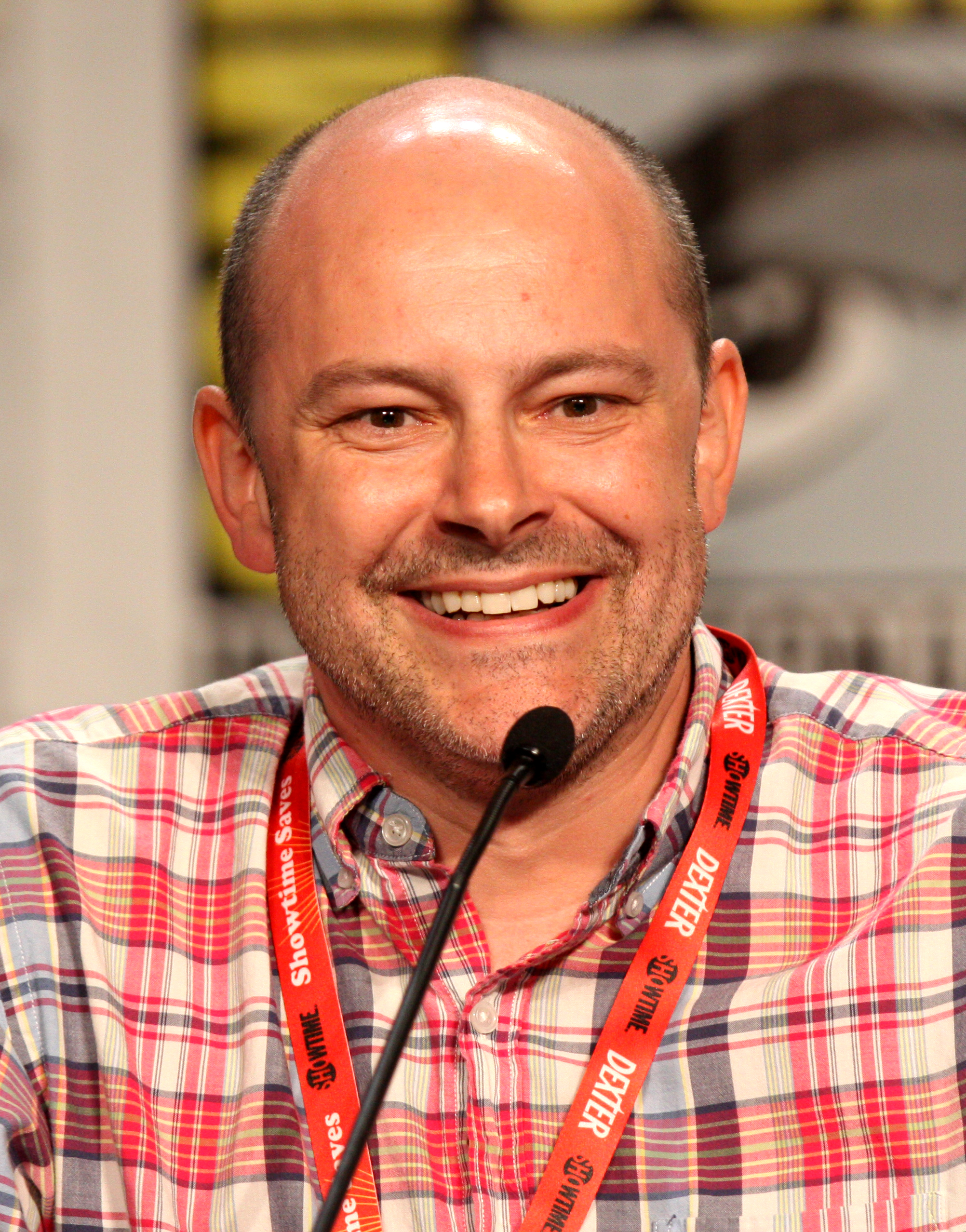
Rob Corddry interpreta "Carl Cauto"
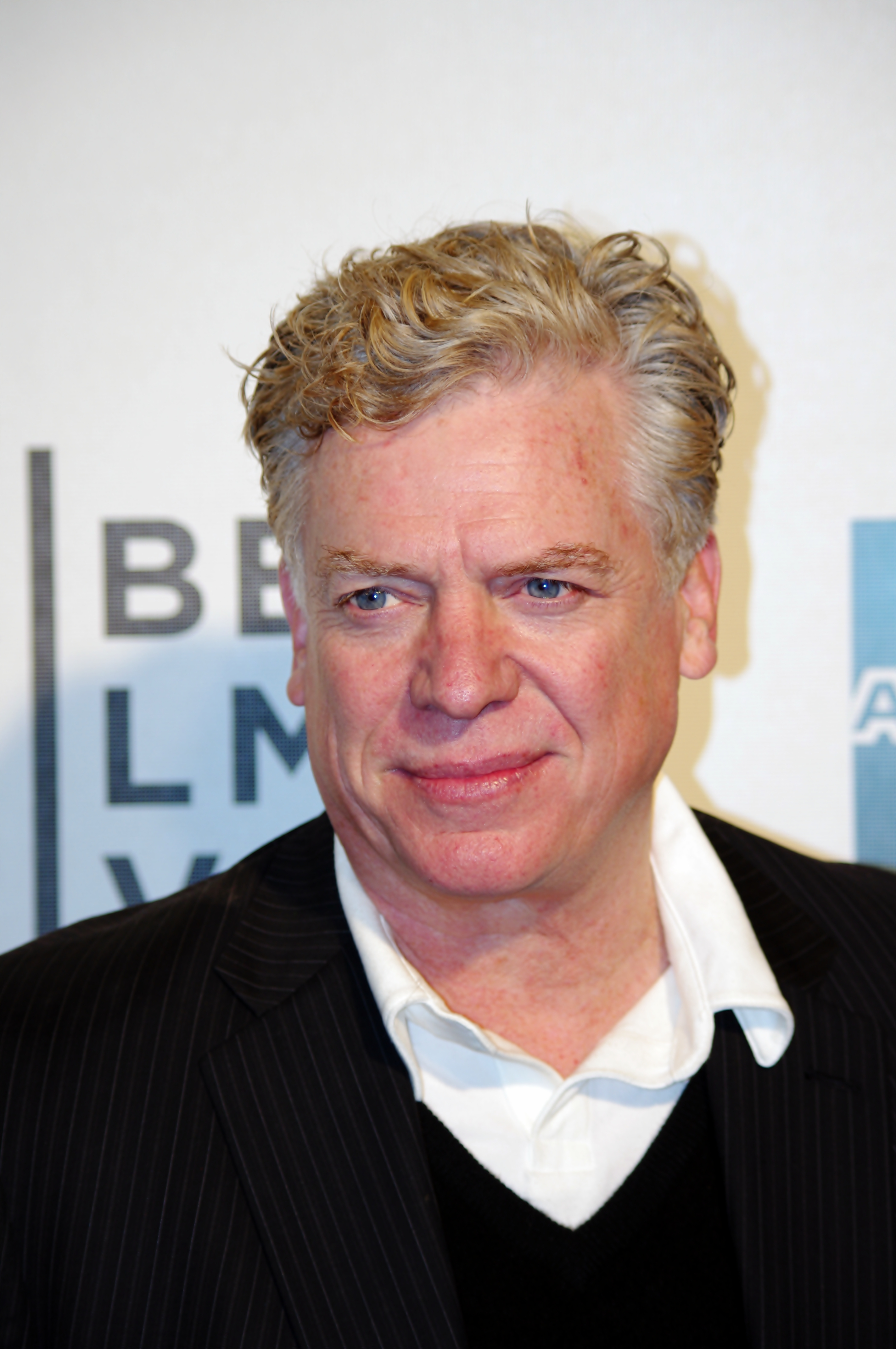
Christopher McDonald interpreta Mr. Kerkovich

## Webserie
Durante la seconda stagione dello show è stata realizzata la webserie Happy Endings: Happy Rides, interpretata dallo stesso cast di Happy Endings, e distribuita online nel sito web della ABC. Nei 6 brevi webisodi che la compongono, Penny decide di vendere la sua vecchia automobile; questo fatto porta tutti i suoi amici a ricordare alcuni momenti importanti della loro vita, avvenuti mentre erano a bordo della vettura.